# 코이오스
코이오스(고대 그리스어: Κοῖος Koios[*])는 그리스 신화의 남신이자 티탄의 하나로 가이아 (대지 )와 우라노스 (하늘 )의 아들이다. 로마 신화에서는 폴루스와 동격이다. 다른 티탄들처럼 코이오스도 그리스 종교에서 별다른 역할이 없으며 그들이 남긴 후손들로 더 유명하다.
코이오스는 역시 남매지간인 여자티탄 포이베(밝다는 뜻) 와 결혼하여 레토, 아스테리아를 낳았다. 다른 티탄들과 함께 코이오스도 올림포스 신들과 티탄과의 전쟁에 참가하여 패배하였고 제우스에 의해 타르타로스에 감금되었다.